# Вільшанська сільська територіальна громада (Сумська область)
Вільшанська сільська територіальна громада — об'єднана територіальна громада в Україні, в Роменському районі Сумської області. Адміністративний центр — село Вільшана.
Площа громади — 260,36 км², населення — 4946 мешканців (2018).
Утворена 5 січня 2017 року шляхом об'єднання Великобудківської, Вільшанської, Деркачівської, Зеленківської і Козельненської сільських рад Недригайлівського району.
19 липня 2020 року, в результаті адміністративно-територіальної реформи та ліквідації Недригайлівського району, громада увійшла до складу новоутвореного Роменського району.

## Населені пункти
До складу громади входять 22 села: Білоярське, Великі Будки, Весногірське, Вільшана, Городище, Деркачівка, Зеленківка, Козельне, Комишанка, Кушніри, Лікарівщина, Мірки, Немудруї, П'ятидуб, Реви, Саєве, Сороколітове, Тимченки, Фартушине, Філонове, Хорол та Шаповалове.